# Cnaphalocrocis trapezalis
Cnaphalocrocis trapezalis là một loài bướm đêm trong họ Crambidae.